# Beli Potok pri Frankolovem
Beli Potok pri Frankolovem este o localitate din comuna Vojnik, Slovenia, cu o populație de 45 de locuitori.